# Franz Philipp Gottfried Hueber von und zu Maur

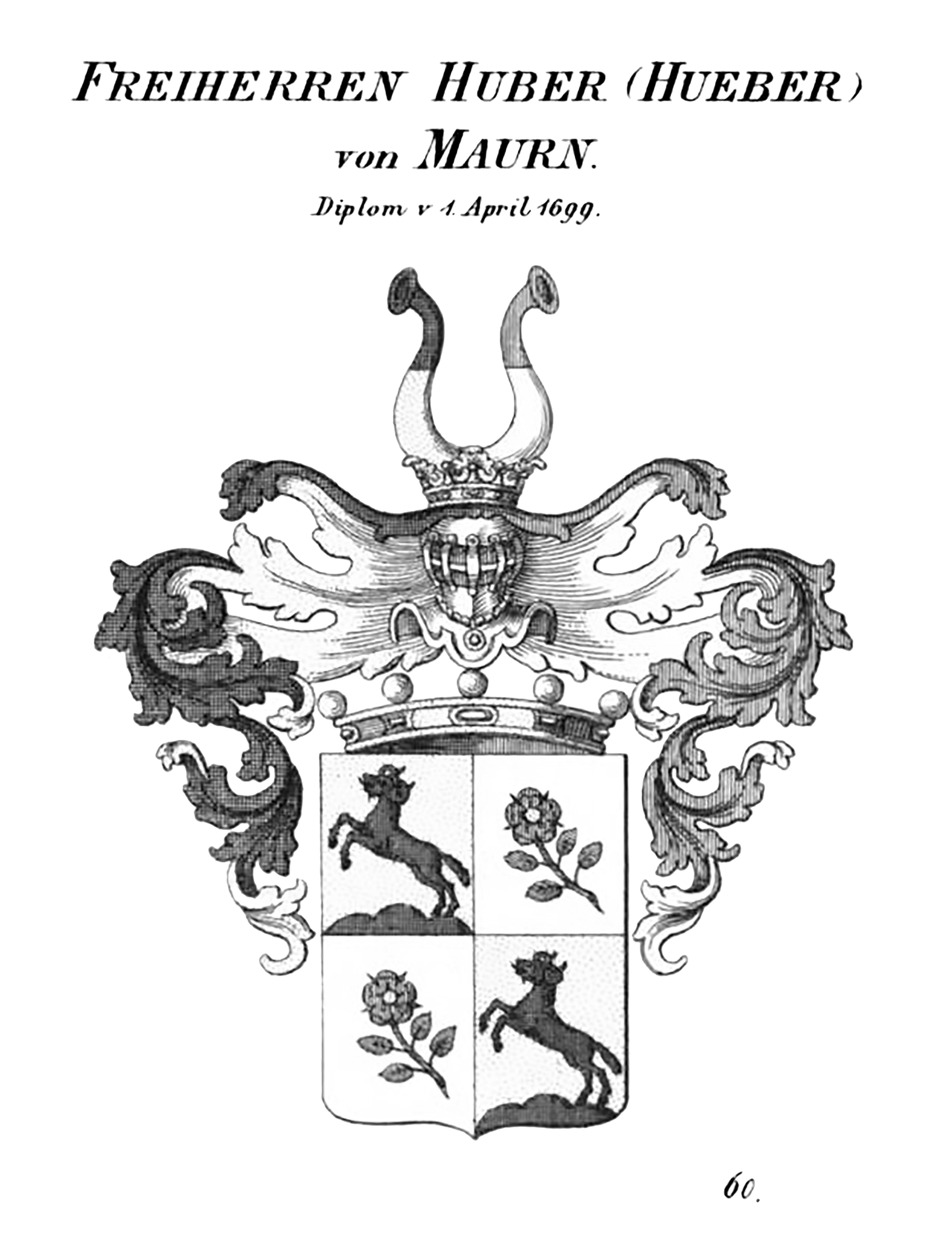
Wappen der Freiherren Hueber von Maurn

Franz Philipp Gottfried Hueber Freiherr von und zu Maur (* ca. 1695) war ein kurpfälzischer Geheimrat, Hofmeister und Kämmerer.

## Leben
Er stammte aus dem tirolerischen Adelsgeschlecht Huber von Mauer. Seine Eltern waren der Hofkammerrat zu  Innsbruck Gottfried Freiherr von Hueber, welcher am 4. Januar 1710 die Intimation des Freiherrenstandes erlangte, und dessen Ehefrau Johanna Magdalena Franziska Gräfin von Mohr, der Tochter des Grafen Karl Philipp von Mohr. Kaiser Leopold I. erhob seinen Großvater, den Forstmeister Johann Franz Hueber von und zu Maur am 1. April 1699 in Wien in den erbländisch-österreichischen Freiherrenstand. Franz Philipp Gottfried Hueber erscheint von 1718 bis 1743 am kurpfälzischen Hof in Neuburg an der Donau. Dort bekleidete er 1718 die Ämter des Geheimrates, Hofmeisters und Kämmerers des Herzogs von Pfalz-Neuburg. 1731 stieg er zum Geheimratspräsidenten auf. Des Weiteren wirkte er als Hofratspräsident und oberster Mundschenk.

## Familie
Franz Philipp Gottfried Hueber von und zu Maur heiratete am 27. Juni 1717 Christine Agnes Gräfin von Seiboldsdorf (* 1695; † 21. März 1760). Deren erstes Kind wurde in der Hofkapelle in Neuburg an der Donau getauft. Die Patenschaft übernahm Kurfürst Karl III. Philipp und Kurprinzessin Elisabeth Auguste Sofie von der Pfalz, die Frau des Erbprinzen Joseph Karl von Pfalz-Sulzbach. Sein Sohn, der Ritter des bayerischen St. Michaelordens, kurbayerischer Kämmerer und Regierungsrat zu Burghausen, Wilhelm Adam Florian Johann Nepomuk Hueber Freiherr von und zu Maur (* 5. Mai 1730 in Neuburg an der Donau), heiratete 1758 Maria Anselma Alexandrine Franziska Josefa Walburga Crescentia Freiin Reichlin von Meldegg.

## Vorfahren
| Franz Philipp Gottfried Hueber Freiherr von und zu Maur | Gottfried Hueber Freiherr von und zu Maur   | Johann Franz Hueber Freiherr von und zu Maur | Benedikt Hueber von und zu Maur                |
| Franz Philipp Gottfried Hueber Freiherr von und zu Maur | Gottfried Hueber Freiherr von und zu Maur   | Johann Franz Hueber Freiherr von und zu Maur | Ursula Kraus von Sala                          |
| Franz Philipp Gottfried Hueber Freiherr von und zu Maur | Gottfried Hueber Freiherr von und zu Maur   | Margaretha Planta Freiin von Wildenberg      | Johann Heinrich Planta Freiherr von Wildenberg |
| Franz Philipp Gottfried Hueber Freiherr von und zu Maur | Gottfried Hueber Freiherr von und zu Maur   | Margaretha Planta Freiin von Wildenberg      | Regina von Salis                               |
| Franz Philipp Gottfried Hueber Freiherr von und zu Maur | Johanna Magdalena Franziska Gräfin von Mohr | Karl Philipp Graf von Mohr                   | Maximilian Graf von Mohr                       |
| Franz Philipp Gottfried Hueber Freiherr von und zu Maur | Johanna Magdalena Franziska Gräfin von Mohr | Karl Philipp Graf von Mohr                   | Maria Jakobina Prockh von Weissenberg          |
| Franz Philipp Gottfried Hueber Freiherr von und zu Maur | Johanna Magdalena Franziska Gräfin von Mohr | Susanna Freiin von Annenberg                 | Johann Georg Freiherr von Annenberg            |
| Franz Philipp Gottfried Hueber Freiherr von und zu Maur | Johanna Magdalena Franziska Gräfin von Mohr | Susanna Freiin von Annenberg                 | Susanna Katharina von Schlandersberg           |